# Ayase
Ayase (綾瀬市 -shi) é uma cidade japonesa localizada na província de Kanagawa.
Em 2003 a cidade tinha uma população estimada em 81 875 habitantes e uma densidade populacional de 3 674,82 h/km². Tem uma área total de 22,28 km².
Recebeu o estatuto de cidade a 1 de Novembro de 1978.